# Phytophthora ramorum

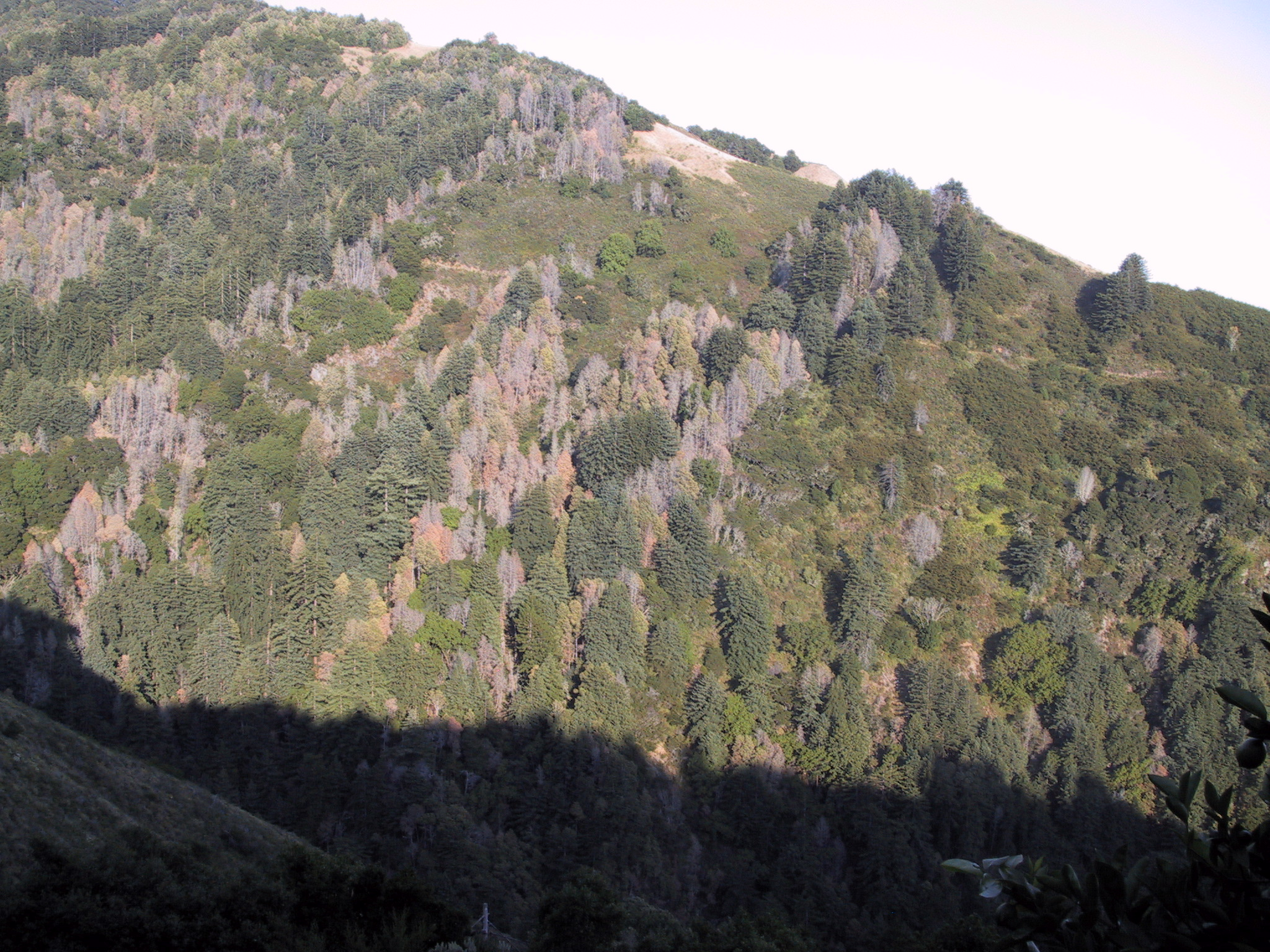
Uma ladeira em Big Sur, Califórnia, devastada.

Phytophthora ramorum é um protista da classe Oomycetes que produz a infecção denominada morte repentina do Carvalho, que afecta às espécies de carvalho e a outras árvores e arbustos morrendo rapidamente. Também causa uma doença não mortal, nas folhas de muitas outras plantas tais como rododendros e Umbellularia californica. Não existe uma cura conhecida, mas novos estudos mostram que os incêndios periódicos ajudam a proteger contra a doença.

## Sintomas
Phytophthora ramorum descobriu-se pela primeira vez na Califórnia em 1995, quando um grande número de carvalhos da espécie Lithocarpus densiflorus morreram misteriosamente e foi descrita como uma nova espécie de Phytophthora em 2000. Desde então tem sido encontrado em muitas outras áreas, incluindo Grã-Bretanha, Alemanha e em outros estados de EUA, seja por ter sido introduzida acidentalmente ou estando já presente, mas despercebida.
Nos carvalhos, a doença pode ser reconhecida pelo aparecimento dos novos brotes e a coloração verde pálido das folhas mais velhas. Após um período de dois a três semanas, a folhagem torna-se castanha enquanto permanece nos ramos. Pode derramar-se seiva de cor castanho escuro sobre a parte inferior do tronco e a cortiça pode-se quartear e verter resina, com visível descoloração. A árvore moribunda é então atacado por escaravelhos e fungos. A morte da árvore produz-se após mais de um ano da infecção inicial e meses após que tenha sido infestado pelos escaravelhos.  Após que a árvore morra, no próximo ano podem brotar novos rebentos, mas também morrerão cedo.